# Igor Potapovich
Igor Gennadjevitsj Potapovich (Russisch: Игорь Геннадьевич Потапович) (Alma-Ata, 6 september 1967) is een voormalige polsstokhoogspringer uit Kazachstan. Aan het begin van zijn sportcarrière kwam hij uit voor de Sovjet-Unie. Hij nam tweemaal deel aan de Olympische Spelen, waarbij hij de eerste keer net naast de medailles greep.

## Biografie

### Jeugd
Zijn eerste succes behaalde Potapovich in 1986 door op de wereldkampioenschappen voor junioren (U20) in Athene de titel te winnen bij het polsstokhoogspringen. Met een beste poging van 5,50 m versloeg hij de Bulgaar Delko Lesev (zilver; 5,40) en de Oost-Duitser Mike Thiede (brons; 5,30).

### Senioren
Op de wereldindoorkampioenschappen van 1995 in Barcelona won Potapovich een zilveren medaille. Hij werd hierbij met 10 cm verslagen door de wereldrecordhouder Serhij Boebka, die over 5,90 sprong. Twee jaar later bereikte hij het grootste succes van zijn carrière door op dit kampioenschap de wereldindoortitel te veroveren. Met 5,90 versloeg hij de Amerikaan Lawrence Johnson (zilver; 5,85) en de Rus Maksim Tarasov (brons; 5,80).
Op de Olympische Spelen van 1996 in Atlanta viste Potapovich met een vierde plaats (5,86) net naast een podiumplaats. Vier jaar later wist hij zich op de Olympische Spelen van 2000 in Sydney niet voor de finale te kwalificeren.
In 1998 won hij een gouden medaille op de Aziatische Spelen en de Aziatische kampioenschappen.

## Titels
- Wereldindoorkampioen polsstokhoogspringen - 1997
- Aziatische Spelen kampioen polsstokhoogspringen - 1994, 1998
- Aziatisch kampioen polsstokhoogspringen - 1998
- Wereldjuniorenkampioen polsstokhoogspringen - 1986

## Persoonlijke records
| Onderdeel                      | Prestatie   | Datum            | Plaats    |
| ------------------------------ | ----------- | ---------------- | --------- |
| polsstokhoogspringen (outdoor) | 5,92 m (AR) | 13 juni 1992     | Dijon     |
| polsstokhoogspringen           | 5,92 m (AR) | 19 februari 1998 | Stockholm |

## Palmares

### polsstokhoogspringen
- 1986:  WK U20 - 5,50 m
- 1989:  EK indoor - 5,75 m
- 1992:  Wereldbeker - 5,60 m
- 1993: 9e WK indoor - 5,50 m
- 1993:  Aziatische kamp. - 5,50 m
- 1993: 7e Grand Prix Finale - 5,50 m
- 1994:  Aziatische Spelen - 5,65 m
- 1995:  WK indoor - 5,80 m
- 1995: 9e WK - 5,60 m
- 1995: 6e Grand Prix Finale - 5,50 m
- 1996: 4e OS - 5,86 m
- 1996:  Grand Prix - 5,85 m
- 1997:  WK indoor - 5,90 m
- 1998:  Aziatische Spelen - 5,55 m
- 1998:  Aziatische kamp. - 5,55 m
- 1998: 4e Wereldbeker - 5,60 m
- 1999: 4e WK indoor - 5,70 m
- 1999: 7e WK - 5,70 m
- 2000: NM OS